# 錦華山大五郎
錦華山 大五郎（きんかざん だいごろう、1900年8月26日 - 1967年10月21日）は、兵庫県津名郡（現：兵庫県洲本市）出身の元大相撲力士。本名は濱野 平蔵（はまの へいぞう）。

## 来歴
1900年8月26日に兵庫県津名郡（現：兵庫県洲本市）で生まれる。当初は小野川部屋（大坂相撲）に入門して幕下まで昇進したが、1927年の東西合併興行によって東京相撲の三段目に編入された。四股名を捩った「喧嘩山」の愛称のように上突っ張りが得意だったが四つに組まれると力を発揮できず、それが出世を遅くした。
1929年5月場所で新十両昇進、1931年5月場所で新入幕を果たした。この時は連合側に所属していたが、1932年1月場所の番付では出羽海方へ移動した。しかし出羽海方での取組は、この時に勃発した春秋園事件によって脱退したために無かった。1933年1月場所にて幕内格別席で復帰すると、幕内中位から十両で長く相撲を取り、1940年1月場所にて現役引退、この時39歳だった。当時としては珍しく長期に渡って相撲を取った力士で、幕内では双葉山定次戦の通算成績が2勝1敗と勝ち越している。
現役引退後は年寄・高崎（のちに小野川）を襲名、小野川部屋を再興して関脇信夫山治貞・海乃山勇、小結成山明と技能派力士を次々と育成した。このため、現役時代の取り口に技能派らしい技が無かったのと比較され、「師匠は器用でもないのに…」とよく言われていた。1965年8月25日の停年退職を期に1964年限りで部屋を閉鎖して力士を出羽海部屋に移籍させ、その後間もなく死去、67歳没。

## 主な成績
- 通算幕内成績：48勝63敗1分13休　勝率.432
- 幕内在位：12場所（春秋園事件の1932年1月を含む）
- 各段優勝
  - 十両優勝：2回（1931年3月場所、1937年5月場所）
  - 幕下優勝：1回（1929年1月場所）
  - 三段目優勝：1回（1927年1月場所）

### 場所別成績
| 1927年 （昭和2年） | 東三段目30枚目 優勝 6–0  | 東三段目30枚目 5–1    | 西幕下25枚目 4–2      | 東幕下36枚目 3–3 |
| 1928年 （昭和3年） | 東幕下10枚目 4–2         | 東幕下28枚目 3–3      | 西幕下筆頭 2–4        | 西幕下筆頭 3–3   |
| 1929年 （昭和4年） | 西幕下11枚目 優勝 6–0    | 西幕下11枚目 4–2      | 東十両8枚目 6–5       | 東十両8枚目 6–5  |
| 1930年 （昭和5年） | 東十両4枚目 5–6          | 東十両4枚目 6–5       | 東十両5枚目 5–6       | 東十両5枚目 4–7  |
| 1931年 （昭和6年） | 西十両8枚目 8–3          | 西十両8枚目 優勝 10–1 | 西前頭13枚目 6–5      | 西前頭13枚目 6–5 |
| 1932年 （昭和7年） | 西前頭9枚目 – 脱退       | x                     | x                     | x                |
| 1933年 （昭和8年） | 前頭 7–4                 | x                     | 西前頭6枚目 6–5       | x                |
| 1934年 （昭和9年） | 西前頭2枚目 2–9          | x                     | 西前頭9枚目 7–4       | x                |
| 1935年 （昭和10年） | 西前頭4枚目 4–7          | x                     | 東前頭9枚目 3–8       | x                |
| 1936年 （昭和11年） | 東前頭15枚目 3–8         | x                     | 東十両3枚目 4–7       | x                |
| 1937年 （昭和12年） | 西十両11枚目 9–2         | x                     | 東十両2枚目 優勝 11–2 | x                |
| 1938年 （昭和13年） | 西前頭11枚目 4–8 1分     | x                     | 西十両3枚目 9–4       | x                |
| 1939年 （昭和14年） | 西前頭14枚目 0–0–13      | x                     | 東十両7枚目 6–9       | x                |
| 1940年 （昭和15年） | 東十両11枚目 引退 5–10–0 | x                     | x                     | x                |
| 各欄の数字は、「勝ち-負け-休場」を示す。 優勝 引退 休場 十両 幕下 三賞：敢=敢闘賞、殊=殊勲賞、技=技能賞 その他：★=金星 番付階級：幕内 - 十両 - 幕下 - 三段目 - 序二段 - 序ノ口 幕内序列：横綱 - 大関 - 関脇 - 小結 - 前頭（「#数字」は各位内の序列） |                          |                       |                       |                  |

- 1927年1月東西合併で東京加入

## 幕内対戦成績
| 力士名   | 勝数 | 負数 | 力士名   | 勝数 | 負数 | 力士名   | 勝数 | 負数 | 力士名 | 勝数 | 負数 |
| -------- | ---- | ---- | -------- | ---- | ---- | -------- | ---- | ---- | ------ | ---- | ---- |
| 旭川     | 1    | 2    | 綾川     | 3    | 3    | 綾錦     | 0    | 2    | 綾若   | 0    | 1    |
| 伊勢ノ濱 | 2    | 0    | 射水川   | 3    | 0    | 大潮     | 0    | 1    | 大浪   | 2    | 4    |
| 大八洲   | 0    | 2    | 沖ツ海   | 0    | 1    | 大蛇潟   | 0    | 1    | 海光山 | 1    | 0    |
| 鏡岩     | 0    | 3    | 桂川     | 0    | 2    | 金湊     | 1    | 2    | 九州山 | 0    | 1    |
| 古賀ノ浦 | 3    | 1    | 越ノ海   | 1    | 0    | 駒ノ里   | 0    | 1    | 信夫山 | 0    | 1    |
| 清水川   | 0    | 2    | 鯱ノ里   | 0    | 0※   | 新海     | 1    | 1    | 外ヶ濱 | 1    | 0    |
| 高ノ花   | 0    | 2    | 高登     | 0    | 1    | 寳川     | 1    | 2    | 太刀若 | 2    | 1    |
| 伊達ノ花 | 1    | 1    | 瓊ノ浦   | 0    | 1    | 太郎山   | 2    | 1    | 銚子灘 | 2    | 0    |
| 筑波嶺   | 1    | 2    | 出羽ヶ嶽 | 0    | 1    | 出羽ノ花 | 1    | 0    | 常盤野 | 1    | 1    |
| 土州山   | 1    | 2    | 富ノ山   | 0    | 1    | 巴潟     | 2    | 0    | 能代潟 | 0    | 2    |
| 羽黒山   | 0    | 1    | 幡瀬川   | 0    | 1    | 磐石     | 1    | 0    | 番神山 | 0    | 2    |
| 肥州山   | 0    | 1    | 常陸嶋   | 2(1) | 0    | 藤ノ里   | 1    | 1    | 双葉山 | 2    | 1    |
| 防長山   | 1    | 0    | 松前山   | 1    | 0    | 武藏山   | 0    | 1    | 大和錦 | 1    | 1    |
| 吉野岩   | 0    | 1    | 吉野山   | 1    | 0    | 雷山     | 1    | 0    | 和歌嶋 | 0    | 1    |
| 若瀬川   | 1    | 0    | 若葉山   | 0    | 1    |          |      |      |        |      |      |

※他に、鯱ノ里と痛分が1つある。